# Capítulo (religión)
Un capítulo (del latín capitŭlum, diminutivo de caput, 'cabeza'), en religión, es un órgano colegiado dotado de personalidad jurídica y de autonomía en el ámbito de su jurisdicción en las iglesias católica, anglicana y luterana.

## Origen del término
Ya en la regla de san Agustín, un «capítulo» era la reunión cotidiana de los canónigos, en la que estaba mandado leer un capitulum de dicha regla.
También está mandado, según la Regla de San Benito, que los monjes se reúnan a diario en un encuentro para hablar sobre los asuntos del monasterio, escuchen un sermón o una lectura, o para recibir instrucciones de parte del abad.
Como dichos encuentros comienzan con la lectura de un pasaje del libro de la Regla, el encuentro mismo adquirió el mote de «capítulo», y el lugar donde se desarrolla «aula capitular» o «sala capitular».

## Clases de capítulos
El término adquirió amplitud cuando fue aplicado también a otros encuentros:
- Un capítulo de las esteras es un encuentro de representantes de varias provincias o de subgrupos de las comunidades de la familia franciscana.

- Un capítulo de faltas se lleva a cabo en muchas comunidades religiosas en los que los miembros tanto son corregidos por sus infracciones a la regla comunitaria como se autoacusan, uno a uno de frente a la comunidad, por sus propias faltas externas contra la observancia de la regla y piden les sea impuesta una penitencia.

Su uso se remonta a san Agustín y san Benito. En el uso benedictino, dicha práctica se realizaba en días específicos, por la mañana, después del oficio litúrgico de la hora Prima y de la lectura del martirologio, cuando los monjes acudían procesionalmente a la sala capitular, normalmente ubicada cerca del coro. En el uso franciscano se tenía tres veces a la semana en el refectorio antes de la bendición de la mesa.

### Capítulo catedralicio
Fue así que el término evolucionó, de estos capítulos conventuales y de los encuentros de los monjes acerca de los asuntos comerciales relacionados con sus monasterios u órdenes, hacia asambleas análogas de otro tipo de eclesiásticos. Se tienen entonces también capítulos colegiales y catedralicios, y capítulos de religiosos. 
Los capítulos colegiales y capítulos catedralicios (o cabildo catedralicio) están relacionados con la catedral o alguna otra iglesia. (“colegiata” se refiere al “colegio” o comunidad de canónigos a quienes ha sido confiada una iglesia).
En este sentido, un capítulo es una asociación de clérigos de una iglesia determinada, que forman una persona moral cuyos miembros reciben el apelativo de “canónigos” e, instituidos por la autoridad eclesiástica, tienen como objetivo la promoción y solemnización del culto divino en una iglesia determinada formando un coro. En el capítulo catedralicio, sin embargo, el coro es secundario, dado que su misión fundamental es la de asistir al obispo en el gobierno de su diócesis, a modo de senado y consejo diocesano, y para suplirlo en dicho gobierno en caso de que la sede quede vacante.

### Capítulo de religiosos

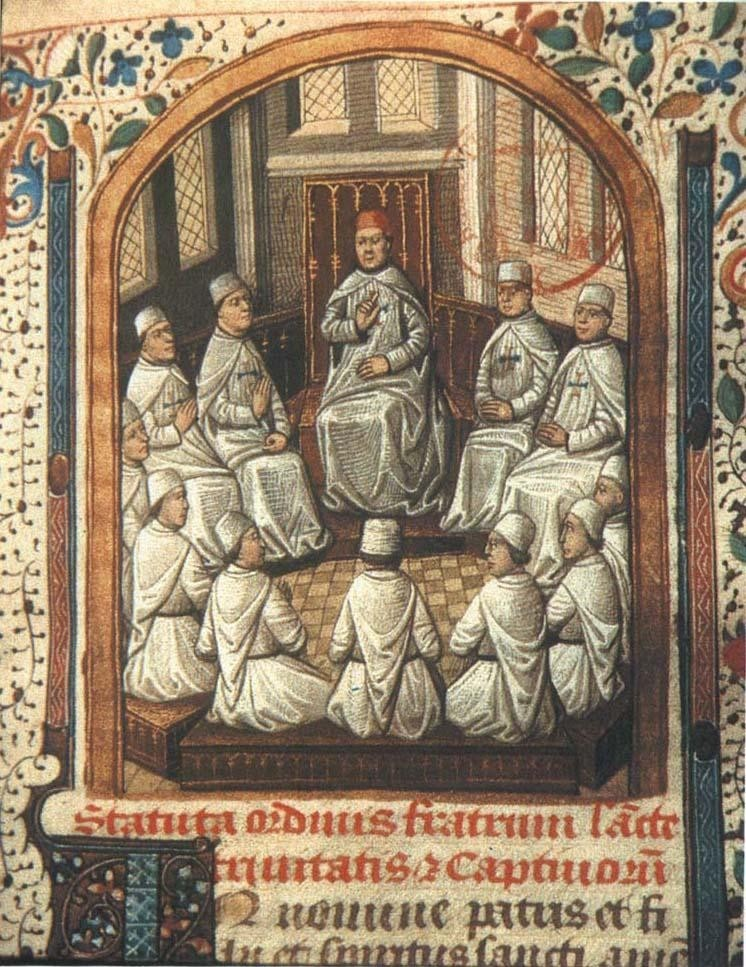
Un capítulo de la Orden Trinitaria dirigido por Roberto Gaguin, Ministro general. Miniatura de la Regula Fratrum S.tae Trinitatis et Redemptionis Captivorum, de 1429.

Entre los religiosos en la actualidad, un capítulo es la asamblea de aquellos que han sido legítimamente convocados para tratar sobre los intereses y los negocios comunes. Las normas emanadas por un capítulo permanecen en vigor, si no han recibido una confirmación o mandato de la Santa Sede, solo hasta el capítulo sucesivo, el cual puede confirmarlas, modificarlas o derogarlas.
Pueden ser “generales”, “provinciales” o “locales” / “conventuales”, dependiendo de que los que los compongan sean representantes de toda la congregación, o de una provincia, o simplemente de un convento o casa.
- La expresión capítulo general pasó a designar una asamblea monástica general, a la que asistían generalmente representantes de todos los monasterios de una orden o bien de todas las casas de una congregación. Se trata de una institución antigua que se remonta al siglo III entre los observantes de la Regla de san Pacomio.

Sin embargo, no fueron generalizados hasta su institucionalización en 1215 por el Concilio de Letrán IV, el cual dispuso que las órdenes religiosas celebraran uno al menos cada tres años. El Concilio de Trento confirmó esta práctica. Desde entonces, todas las órdenes y congregaciones religiosas tienen su capítulo en periodos fijos.
El capítulo general posee la suprema autoridad sobre la orden, pero no puede modificar las constituciones de la misma sin autorización de la Santa Sede.
- Dependiendo de que los capítulos se realicen en los momentos establecidos por las constituciones o por cualquier otra ocasión especial, los capítulos se dividen en «ordinarios» y «extraordinarios».